# Rano Kau

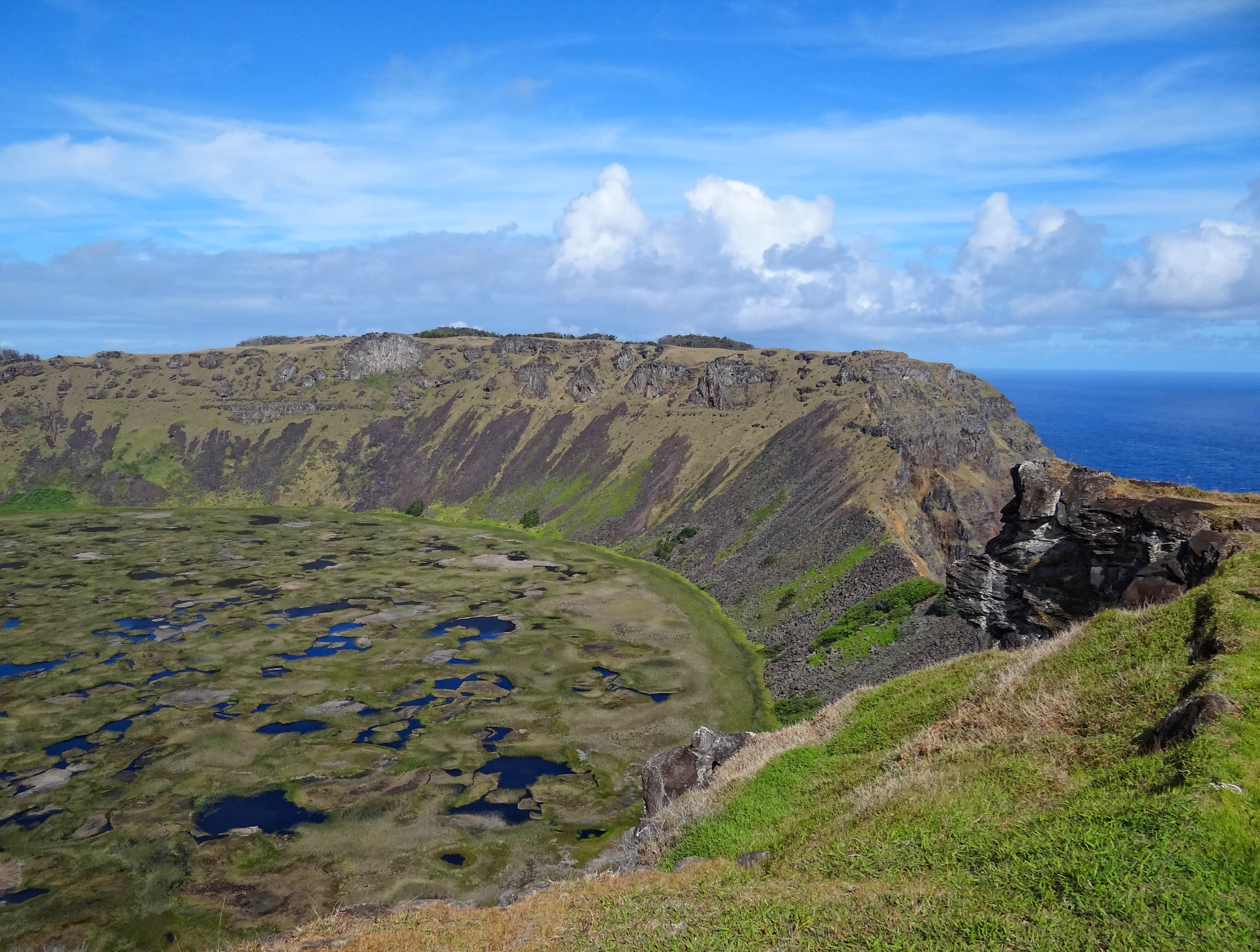
Vista de Rano Kau perto de Orongo, mostrando uma abertura na extremidade do sul da parede da cratera.

Rano Kau é um vulcão extinto de 324 m (1 063 pé) de altura que forma o promontório do sudoeste da Ilha de Páscoa, Chile uma ilha no Oceano Pacífico. Foi formado de fluxos de lava basáltica no Pleistoceno, com suas rochas mais jovens datadas entre 150.000 e 210.000 anos atrás.

## A cratera

Mapa que mostra a posição de Rano Kau e dos vulcões Terevaka & Poike

Rano Kau tem um lago de cratera, que é um dos três únicos corpos naturais de água doce da ilha.  O lago está localizado aproximadamente 100 metros (330 pé) acima do nível do mar, mas é 200 metros (660 pé) abaixo da mais alta das cristas da cratera.  O cone vulcânico é amplamente cercado por água, e grande parte tem sido erodida de volta para formar falésias de alto mar que em um ponto (te kari kari) começaram a cortar a parede da cratera. As paredes internas da cratera são inclinadas em um ângulo de entre 65 ° (mais íngreme, perto da crista) e 45° (mais suave, à beira do lago).  Das ruínas da vila cerimonial de Orongo a face do penhasco cai ao sudoeste em um ângulo de 50 ° à costa de mar alguns 300 metros (980 pé) abaixo.  Por seu lado norte, o vulcão desce para o Aeroporto Internacional Mataveri.
Rano Kau é património mundial do Parque Nacional Rapa Nui e dá o seu nome a uma das sete seções do parque. O principal local arqueológico em Rano Kau é a aldeia cerimonial arruinada de Orongo, que está localizada no ponto em que o rochedo do mar e a parede interior da cratera convergem. Uma ahu com vários moai foi gravada nos penhascos em Rano Kau na década de 1880, mas tinha caído para a praia no momento da [[Katherine Routledge|expedição Routledge] em 1914.
Bem como o basalto, contém várias outras rochas ígneas, incluindo obsidiana, (para a qual foi uma das principais fontes para os pedreiros da ilha) e pedra-pomes.
A cratera é quase uma milha de largura e tem o seu próprio micro clima. Abrigado dos ventos que molham a maioria do resto da ilha, os figos e as videiras florescem em Rano Kau. A encosta interna foi o local da última árvore toromiro na natureza até que o espécime foi cortado para lenha em 1960.

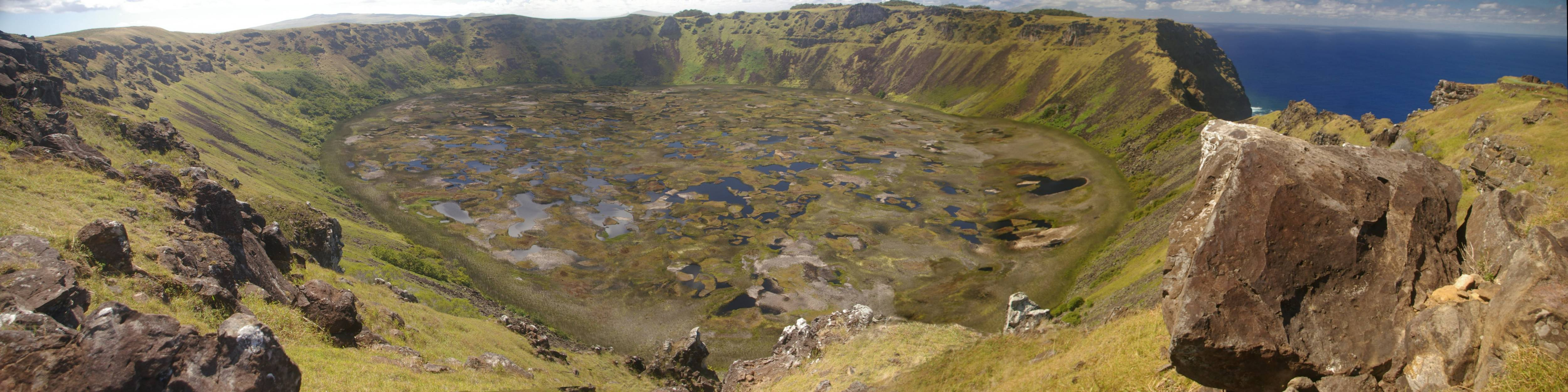
lago da cratera de Rano Kau, com Orongo na extrema direita

## Atividade geotérmica
Em algum ponto no início do século XX, o gerente da ilha tomou uma fotografia de vapor saindo da parede da cratera.